# Kaberamaido
Kaberamaido  este un oraș  în  Uganda. Este reședinta  districtului Kaberamaido.